# Lutzomyia spinicrassa
Lutzomyia spinicrassa är en tvåvingeart som beskrevs av Morales A., Osorno-mesa E. A., Osorno F. de, Muñoz de Hoyos P. 1969. Lutzomyia spinicrassa ingår i släktet Lutzomyia och familjen fjärilsmyggor. Inga underarter finns listade i Catalogue of Life.